# Biełsat TV
Biełsat TV è un canale televisivo satellitare polacco in lingua bielorussa appartenente all'azienda pubblica polacca Telewizja Polska (TVP). È nato per fornire al pubblico bielorusso un'alternativa ai programmi della tv di stato bielorussa che spesso sono sottoposti a censure. È gestito da settanta giornalisti presenti in Polonia, Bielorussia e Lituania.
Nel febbraio 2021, Kacjaryna Andrėeva e Dar"ja Čulʹcova di Biełsat TV sono state condannate a due anni di carcere da un tribunale di Minsk per aver segnalato in diretta le proteste tenute intorno alla casa in cui Raman Bandarėnka è stato picchiato a morte nel novembre 2020.
Il sito di Biełsat TV non può essere aperto in Bielorussia dall'agosto 2020. Dal maggio 2021, il governo interrompe anche i tentativi di aprire il sito web del mirror di Biełsat TV.